# Carlos Newton
Carlos Newton (Anguilla, 17 augustus 1976) is een Canadees voormalig MMA-vechter. Hij was van mei 2001 tot november 2001 UFC-wereldkampioen in het weltergewicht (tot 77 kilo). Newton was een van de weinigen die toestemming kreeg om in dezelfde periode onder zowel de vlag van de UFC als die van Pride te vechten.

## Carrière
Newton werd geboren op een van de eilanden van de Kleine Antillen, maar verhuisde als kind naar Canada. Hij deed in zijn jeugd aan boksen, jiujitsu en Braziliaans jiujitsu. In 1996 begon hij samen met een partner een sportschool, Warrior Mixed Martial Arts in Newmarket. Dit was de eerste officiële MMA-vereniging in Canada.
Newton debuteerde in april 1996 in MMA, tegen de ruim 45 kilo zwaardere Jean Riviere. Hij klopte na ruim zeven minuten af. Newton won vervolgens zijn volgende drie partijen wel, alle drie door middel van een armklem. Hij debuteerde daarna in mei 1998 onder de vlag van de UFC. Die dag versloeg hij Bob Gilstrap binnen één minuut (verwurging). Deze partij was onderdeel van een afvaltoernooi met vier mannen, waarvan hij later die dag de finale verloor van Dan Henderson (verdeelde jurybeslissing). Newtons eerste partij binnen Pride volgde ruim een maand later. Ook die verloor hij, van Kazushi Sakuraba (submissie).
Na twee nederlagen op rij, richtte Newton zich op met vijf opeenvolgende zeges. Dit was de langste ongeslagen serie van zijn carrière. Zijn reeks werd in februari in 2001 beëindigd door Dave Menne (unanieme jurybeslissing), die zeven maanden later als eerste UFC-kampioen in het middengewicht (tot 84 kilo) werd. Newton zelf mocht zich direct na zijn ontmoeting met Menne opmaken voor een titelgevecht in de weltergewichtklasse van de UFC, tegen regerend kampioen Pat Miletich. Dit vond plaats op 4 mei 2001. Hij nam de Amerikaan in de derde ronde in een verwurging en snoepte hem zo de titel af. Newton verloor het kampioenschap zelf in zijn eerstvolgende partij weer aan Matt Hughes. Die smeet hem in de tweede ronde van hun gevecht zodanig hard op de grond, dat hij direct knock-out ging. Hij kreeg acht maanden later de kans om de titel terug te winnen in een rematch met Hughes, maar die versloeg hem opnieuw. Ditmaal eindigde het gevecht in een technische knock-out (TKO) in de vierde ronde.
Na zijn tweede nederlaag tegen Hughes kwam Newton nog dertien keer in actie, maar nooit meer in een titelgevecht. Hij verloor in deze periode van onder meer de toen nog niet bij de UFC gedebuteerde Anderson Silva (knock-out) en kwam twee keer uit tegen Renzo Gracie (één keer winst, één keer verlies, allebei middels verdeelde jurybeslissing). Zijn laatste partij vond plaats in juli 2010, tegen Brian Ebersole. Newton verloor op basis van een unanieme jurybeslissing. Hierna ging hij zich concentreren op zijn rol als coach binnen Warrior Mixed Martial Arts.